# アピラック・コーサヨーティン

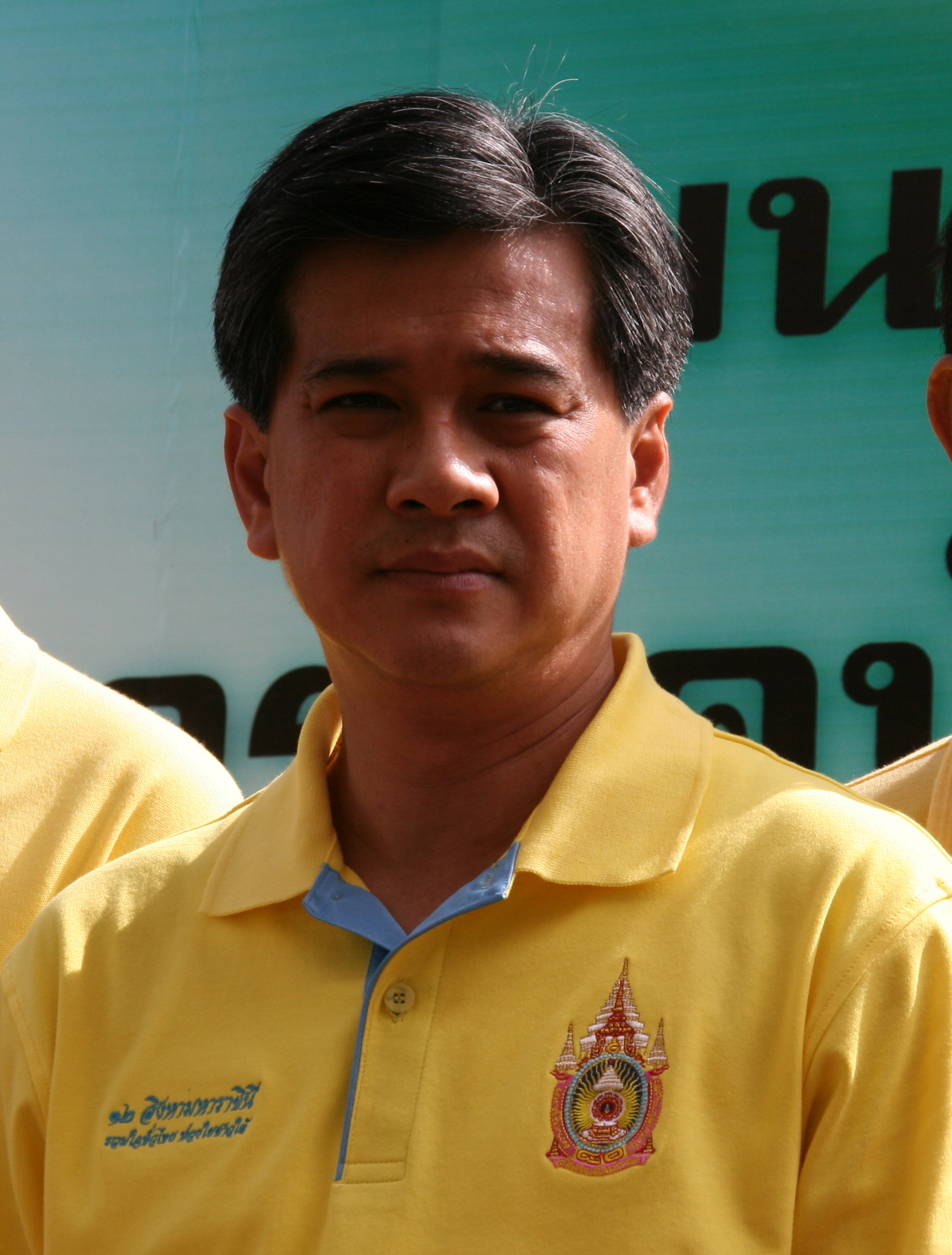
Apirak Kosayothin

アピラック・コーサヨーティン（อภิรักษ์ โกษะโยธิน、1961年3月30日 - ）は第15代のバンコク都知事。ノンタブリー県出身。
アピラックは1961年にエンジニアの父と教員の母との間に生まれる。チエンマイ大学卒業後、ハーバード大学のビジネス・スクールを卒業。ビジネスマンとしてはピザハット・タイランドのアシスタントマネージャーを経験した後、タイ国内最大手のGMMグラミーのCEO、携帯電話会社TAオレンジなどのCEOを歴任した。
2004年に行われたバンコクの総選挙では野党、民主党の後援を受けて立候補した。選挙では与党タイ愛国党の後援を受けたパウィーナー・ホンサクンが有力視されていたが、バンコク都民の与党嫌いの風潮を反映し、同年8月28日の選挙では30万票の差を付け圧勝した。当選当時は民主党推薦であるアピラックと勢力拡大を狙う愛国党のタクシン首相の摩擦が懸念されたが、すぐさま双方が協力をする事を表明した。現在は民主党の副党首も兼ねる。
アピラックは特に教育問題に重点を置くと発言している。